# 줄리아 벤슨

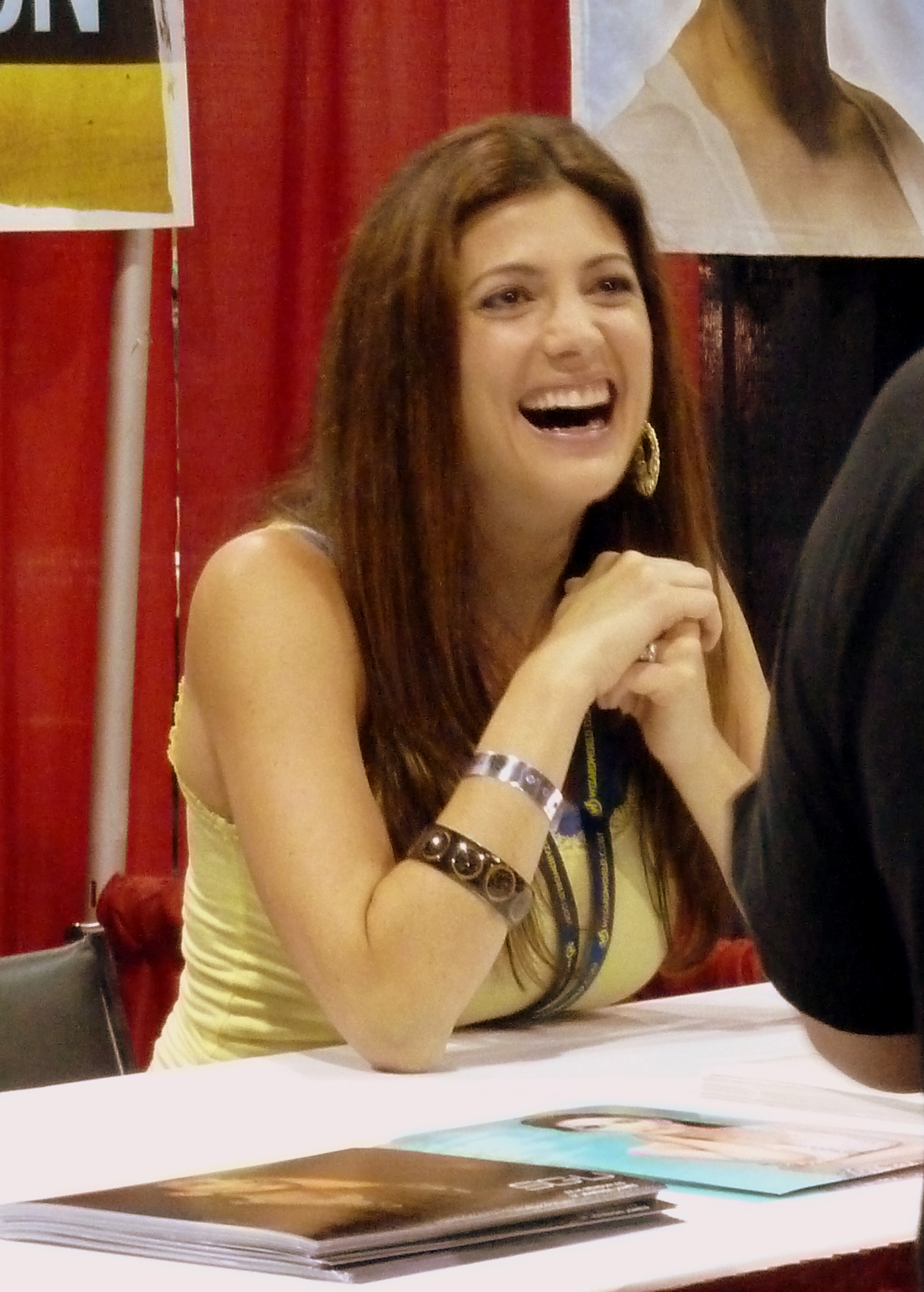

줄리아 벤슨(Julia Benson, 1979년 1월 1일 ~ )은 캐나다의 배우이다.
위니펙에서 태어났다.

## 출연 작품
- 메링 더 패밀리 (2016년)
- 데드 라이징: 와치타워 (2015년)
- 럭키 인 러브 (2014년)
- 데스 두 어스 파트 (2014년)
- 왓 언 이디엇 (2014년)
- 댓 버닝 필링 (2013년)
- 나우 앤 포에버 (2012년)
- 딥 임팩트 파이널 (2011년) - 클로이 역
- 50/50 (2011년) - 캔서 페이션트 역
- Lying to Be Perfect (2010) - 조이 역
- 미스터 트루프 맘 (2009년) - CC 터너 역
- SGU 스타게이트 유니버스 키노 (2009년)
- SGU 스타게이트 유니버스 (2009년)
- 스콧스 랜드 (2009년)
- 패스트 라이즈 (2008년)
- 승리로 가는 길 (2007년) - 안나 역
- 넘 (2007년)

### 텔레비전
- 마스터즈 오브 호러 시즌 2 에피소드 12 - 나는 살고 싶다 (2007년) - 애비 역
- 시더 코브 시즌2